# Мендес, Хесус
Хесу́с Дави́д Хосе́ Ме́ндес (исп. Jesús David José Méndez; родился 1 августа 1984 года, Сан-Рафаэль, Аргентина) — аргентинский футболист, игравший на позиции полузащитника. Выступал за сборную Аргентины.

## Клубная карьера
Мендес — воспитанник клуба «Ривер Плейт». 3 марта 2004 года в матче против «Атлетико Рафаэла» он дебютировал в аргентинской Примере. В 2006 году для получения игровой практики Хесус на правах аренды выступал за «Олимпо». В 2007 году Мендес переехал в Европу, где отыграл сезона за швейцарский «Санкт-Галлен». Летом 2008 году Хесус вернулся на родину, подписав контракт с «Росарио Сентраль». 9 августа в матче против «Эстудиантеса» он дебютировал за новую команду. 8 марта 2009 года в поединке против «Сан-Лоренсо» Мендес забил свой первый гол за «Росарио Сентраль».
В начале 2010 года Мендес перешёл в «Бока Хуниорс». 1 февраля в матче против «Архентинос Хуниорс» он дебютировал за новую команду. В 2011 году Хесус на правах аренды вернулся в «Росарио Сентраль». В 2012 году клуб продлил аренду Мендеса. В 2013 году он помог команде вернуться в элиту, после чего «Росарио» выкупил его трансфер у «Бока Хуниорс».
Летом 2014 года Менедес перешёл в «Индепендьенте». 10 августа в матче против «Атлетико Рафаэла» он дебютировал за новую команду. 27 сентября в поединке против своего бывшего клуба «Росарио Сентраль» Хесус забил свой первый гол за «Индепендьенте».
Летом 2016 года контракт Мендеса с «Индепендьенте» истёк и на правах свободного агента Хесус присоединился к мексиканской «Толуке». 17 сентября в матче против «Гвадалахары» он дебютировал в мексиканской Примере. 15 января 2017 года в поединке против столичной «Америки» Хесус забил свой первый гол за «Толуку». В начале 2018 года Мендес перешёл в «Велес Сарсфилд». 27 января в матче против «Дефенса и Хустисия» он дебютировал за новую команду.

## Международная карьера
1 октября 2009 года в товарищеском матче против сборной Ганы Мендес дебютировал за сборную Аргентины, заменив во втором тайме Энцо Переса.